# Bầu cử tổng thống Hoa Kỳ 2024
Cuộc bầu cử tổng thống Hoa Kỳ năm 2024 là cuộc bầu cử tổng thống thứ 60 liên tiếp 4 năm 1 lần, diễn ra vào thứ Ba ngày 5 tháng 11 năm 2024. Liên danh của Đảng Cộng hòa—Donald Trump, tổng thống Hoa Kỳ thứ 45 từ năm 2017 đến năm 2021, và JD Vance, thượng nghị sĩ từ Ohio—đã đánh bại liên danh của Đảng Dân chủ—Kamala Harris, phó tổng thống đương nhiệm, và Tim Walz, Thống đốc Minnesota. Trump và Vance dự kiến sẽ nhậm chức với tư cách là tổng thống thứ 47 và phó tổng thống thứ 50 của Hoa Kỳ vào ngày 20 tháng 1 năm 2025, sau cuộc bầu cử chính thức của Đại cử tri đoàn Hoa Kỳ.
Joe Biden, tổng thống đương nhiệm của Hoa Kỳ ban đầu đã thực hiện chiến dịch tái tranh cử tổng thống và trở thành ứng cử viên dự kiến của Đảng Dân chủ vào ngày 12 tháng 3 năm 2024. Tuy nhiên, ông rút lui khỏi cuộc bầu cử vào ngày 21 tháng 7 năm 2024, trước khi ông chính thức được đề cử, và ông ngay lập tức ủng hộ Phó Tổng thống Kamala Harris để kế vị mình. Cựu tổng thống Donald Trump cũng đang thực hiện chiến dịch tái tranh cử theo nhiệm kỳ lần thứ hai không liên tiếp, và ông chính thức trở thành ứng cử viên của Đảng Cộng hòa vào ngày 15 tháng 7 năm 2024. Trước thềm bầu cử, vào ngày 30 tháng 5 năm 2024, Trump bị kết án với 34 tội danh liên quan đến việc giả mạo tài liệu kinh doanh, trở thành tổng thống Mỹ đầu tiên bị kết tội. Vào ngày 13 tháng 7, Trump bị thương trong một nỗ lực ám sát tại một trong những cuộc vận động tranh cử của ông.
Một số người đã tranh cử trong các cuộc bầu cử sơ bộ để giành cho sự đề cử của cả hai đảng lớn.  Theo quy trình, trước khi cuộc tổng tuyển cử bắt đầu, các chính đảng sẽ phải chọn những ứng cử viên của mỗi đảng tại hội nghị đề cử. Các đại biểu tham dự đại hội sẽ được cử tri lựa chọn trong những cuộc họp kín và bầu cử sơ bộ theo cấp tiểu bang.
Cuộc bầu cử tổng thống sẽ được diễn ra cùng lúc với cuộc bầu cử vào Thượng viện và Hạ viện. Một số tiểu bang cũng sẽ tổ chức các cuộc bầu cử thống đốc và cơ quan lập pháp tiểu bang. Những vấn nạn như tội phạm, giáo dục, nhập cư, kiểm soát súng, chăm sóc sức khỏe, nạn phá thai, quyền LGBT, tình trạng kinh tế, liêm chính trong bầu cử, sự sụt giảm dân chủ, biến đổi khí hậu và những vụ kiện chống lại Donald Trump sẽ là những vấn đề hàng đầu trong chiến dịch tranh cử.

## Bối cảnh

### Thủ tục
Theo Điều Hai của Hiến pháp Hoa Kỳ đã từng quy định rằng, để 1 người làm Tổng thống Hoa Kỳ, cá nhân người đó phải là công dân Hoa Kỳ từ lúc mới chào đời, 35 tuổi trở lên và phải là cư dân Hoa Kỳ trong vòng ít nhất 14 năm. Theo tu chính án thứ hai mươi hai đã quy định sẽ không cho phép bất kỳ người nào được bầu làm tổng thống hơn hai lần liên tiếp. Suy ra rằng, cả tổng thống đương nhiệm Biden và cựu tổng thống Donald Trump đều có thể đủ điều kiện để tiếp tục tái tranh cử.
Các ứng cử viên cho chức tổng thống thường tìm kiếm sự đề cử của 1 trong các đảng chính trị khác nhau của Hoa Kỳ. Trong trường hợp đó, mỗi đảng phát triển 1 phương thức (như bầu cử sơ cấp) để chọn ứng cử viên mà đảng cho là phù hợp nhất để tranh cử. Các cuộc bầu cử sơ bộ thường là các cuộc bầu cử gián tiếp, trong đó các cử tri bỏ phiếu cho 1 nhóm đại biểu đảng cam kết với 1 ứng cử viên cụ thể. Sau đó, các đại biểu của đảng chính thức đề cử 1 ứng cử viên để thay mặt đảng. Tiếp theo, người được đề cử chọn 1 ứng viên phó tổng thống để tạo ra 1 liên danh của đảng đó (ngoại trừ Đảng Tự do, trong đó chỉ định ứng cử viên phó tổng thống từ lá phiếu đại biểu bất kể ý muốn của người được đề cử tổng thống). Cuộc bầu cử vào tháng 11 cũng là 1 cuộc bầu cử gián tiếp, nơi các cử tri bỏ phiếu cho 1 nhóm thành viên của Đại cử tri đoàn; những đại cử tri này sau đó trực tiếp bầu tổng thống và phó tổng thống.
Sau khi cựu Tổng thống Donald Trump đã bị đánh bại trong cuộc bầu cử năm 2020, rất nhiều văn phòng bầu cử đã ngờ vực cho sự thất bại này. Số lượng người nghỉ hưu thì gia tăng đột biến khiến cho nhiều văn phòng phải đối mặt với tình trạng khổi lượng công việc ngày càng dày đặc cộng thêm với sự dòm ngó của công chúng. Chính vì vậy nên các quan chức ở nhiều tiểu bang trọng điểm đã cố gắng tìm kiếm thêm ngân sách để có thể mướn thêm nhân sự, cải tiến an ninh và phát triển các khu đào tạo.
Cả Biden và Trump đều đã nói rằng họ sẽ tái tranh cử tổng thống vào năm 2024 khiến cho nhiều người dự đoán, đây có thể sẽ là một cuộc bầu cử tái tranh đấu tổng thống đầu tiên kể từ cuộc bầu cử năm 1956. Còn nếu như ông Trump đắc cử, ông sẽ trở thành vị tổng thống thứ hai có được hai nhiệm kỳ không liên tiếp kể từ vị tổng thống Grover Cleveland với nhiệm kỳ tương tự vào năm 1892.

### Phân bố
Cuộc bầu cử Hoa Kỳ năm 2024 sẽ là cuộc bầu cử tổng thống đầu tiên diễn ra sau khi phân bố lại khu vực trong đại cử tri đoàn sau cuộc điều tra dân số năm 2020. Nếu kết quả của cuộc bầu cử năm 2020 vẫn giữ nguyên trong năm 2024 thì đảng Dân chủ sẽ có 303 phiếu đại cử tri, nhiều hơn so với đảng Cộng hòa với 235 phiếu. Nếu so với cuộc bầu cử lần trước khi mà đảng Dân chủ có 306 phiếu đại cử tri và đảng Cộng hòa có 232 phiếu, điều đó cho thấy đảng Dân chủ đã mất 3 phiếu đại cử tri trong quá trình tái phân bổ. Sự phân bổ này sẽ chỉ duy trì cho đến cuộc bầu cử năm 2028 và sẽ được tiến hành lại sau cuộc điều tra dân số năm 2030.

### Chính đảng

Nghiên cứu về sự ủng hộ các chính đảng của 50 tiểu bang và Đặc khu Columbia ở cấp tổng thống. Màu của mỗi tiểu bang ứng với tỷ lệ phiếu bầu của người đắc cử, tính trung bình giữa hai cuộc bầu cử tổng thống năm 2016 và 2020. Các tiểu bang bị lật vào năm 2020 biểu thị màu xám.

Trong các cuộc bầu cử tổng thống gần đây, hầu hết các bang đều không mang tính cạnh tranh do lượng thống kê nhân khẩu khiến người dân luôn ủng hộ một chính đảng duy nhất. Do bản chất của Đại cử tri đoàn đã khiến cho các tiểu bang dao động, phần lớn trạng thái đều cạnh tranh giữa hai đảng Dân chủ và đảng Cộng hòa, các tiểu bang dao động là một yếu tố rất quan trọng để tranh cử được tổng thống. Nhiều tiểu bang ở Vành đai rỉ sét như Wisconsin, Michigan và Pennsylvania và các tiểu bang ở vùng Vành đai Mặt trời như Nevada, Arizona và Georgia luôn có xu hướng dao động. Bắc Carolina cũng là một tiểu bang chiến trường do Trump chỉ thắng tiểu bang này với cách biệt khoảng 1,34% trong cuộc bầu cử trước đó. Vì những thay đổi từ từ về lượng nhân khẩu, một số tiểu bang Dân chủ như Iowa, Ohio và Florida đã chuyển hướng đáng kể sang chính đảng Cộng hòa, ủng hộ đảng trong các cuộc bầu cử trong tương lai. Trong khi đó, một số tiểu bang Cộng hòa như Colorado, New Mexico và Virginia cũng đã chuyển hướng rõ rệt sang chính đảng Dân chủ, trở thành lực lượng chính trị thống trị tại đó.
Liên minh bầu cử truyền thống của đảng Dân chủ luôn đảm bảo được nhiều "tiểu bang xanh" cho các ứng viên tổng thống, hầu hết là các nhóm thiểu số (đặc biệt là người Mỹ gốc Phi và người Latinh), phụ nữ, những chuyên gia có học thức và các cử tri thành thị. Các cử tri thuộc tầng lớp lao động cũng từng là chỗ dựa chính của liên minh Dân chủ kể từ khi New Deal được thành lập. Cho đến những năm 1970, khi mà đảng Dân chủ đang dần trở nên có học thức, đa dạng và tự do hơn về mặt văn hóa khiến cho nhiều thành viên muốn chuyển sang đảng Cộng hòa. Liên minh truyền thống của đảng Cộng hòa sau đó thống trị nhiều tiểu bang từng là của Dân chủ, phần lớn cử tri đều là những người da trắng sinh sống ở các vùng nông thôn, người theo đạo Tin lành, người già và những người không có học thức. Kể từ năm 1950, đảng Cộng hòa đã giữ bộ mặt tốt với nhiều cử tri thuộc tầng lớp trung lưu sinh sống ở các vùng ngoại ô, nhưng những năm gần đây, sau sự trỗi dậy của phong trào Tiệc trà và phong trào Make America Great Again (Tạo Một Hoa Kỳ Vĩ Đại Trở Lại), một thương hiệu của chủ nghĩa dân túy cánh hữu được phát triển bởi cựu Tổng thống Donald Trump đã khiến cho những khối này dần rời xa đảng. Sự gia tăng nhanh chóng của các xu hướng này đa số là do cuộc bầu cử tổng thống năm 2020 đã nghiêng về phía Dân chủ là ông Joe Biden, cũng là vì ông Trump trước đây vốn đã không được ưa chuộng ở các vùng ngoại ô đối với một ứng viên của Đảng Cộng hòa và ông luôn thể hiện kém hơn tại đó.

## Vấn đề

### Phá thai
Vấn đề về phá thai được nhiều người dự đoán sẽ là chủ đề hàng đầu trong cuộc bầu cử lần này. Đây là cuộc bầu cử tổng thống đầu tiên được tổ chức sau hai lần phán quyết của tòa án gây ra tầm ảnh hưởng nhất định liên quan đến vấn đề phá thai. Vụ kiện đầu tiên diễn ra vào năm 2022 khi một người phụ nữ tên Dobbs đã kiện Tổ chức Sức khỏe và Phụ nữ Jackson. Sau khi Tối cao Pháp viện Hoa Kỳ đảo ngược vụ kiện vào năm 1973, họ đã để lại một điều luật mới cho phép các tiểu bang được phá thai hoàn toàn, bao gồm cả lệnh cấm phá thai. Vụ kiện tiếp theo chỉ diễn ra sau một năm kể từ vụ kiện đầu tiên khi một nhóm liên minh tôn thờ Hippocrates đã kiện cơ quan Quản lý Thực phẩm và Dược phẩm Hoa Kỳ. Trong vụ kiện lần này, một vị thẩm phán đã loại bỏ sự chấp nhận của cơ quan đối với loại thuốc mifepristone vào năm 2000, nếu điều này được các tòa án cấp cao ủng hộ thì khả năng cao là loại thuốc sẽ buộc phải rút khỏi thị trường. Cả hai vụ kiện này đều nhận được sự ủng hộ mạnh mẽ từ các chính trị gia và các nhà lập pháp của đảng Cộng hòa.
Vào năm 2022, có tổng cộng sáu tiểu bang đã tổ chức hàng loạt các cuộc bầu cử để bỏ phiếu cho những biện pháp cấm phá thai nhưng sau đó, bên ủng hộ phá thai đã giành được chiến thắng. Nhưng đến tháng 4 năm 2023, phần lớn các tiểu bang do Đảng Cộng hòa cầm quyền đã thông qua toàn bộ lệnh cấm phá thai khiến cho việc này đang dần trở nên "bất hợp pháp" tại Hoa Kỳ. Theo thông tin từ tổ chức Gia đình Kaiser, có tổng cộng 15 tiểu bang tại đây có điều luật cấm phá thai giai đoạn đầu mà không có ngoại lệ đối với tội hiếp dâm hay loạn luân.
Các đảng viên của đảng Dân chủ phần lớn đều ủng hộ cho phong trào này và coi việc phá thai như là một quyền lợi. Chủ đề về phá thai có thể sẽ đóng một vai trò nhất định trong cuộc bầu cử sơ bộ của đảng Cộng hòa, một số ứng viên như cựu phó tổng thống Mike Pence, người cũng ủng hộ các giới hạn của liên bang đối với vấn nạn phá thai trong khi một số ứng viên khác bao gồm cả cựu tổng thống Donald Trump vốn đã không ủng hộ cho những giới hạn này. Tuy nhiên, chủ đề này vốn cũng không nhận được nhiều sự quan tâm từ ông Ron DeSantis, thống đốc tiểu bang Florida và là người đang tranh cử tổng thống, ông được coi là đối tượng thách thức lớn đối với ông Trump. Tuy là vậy nhưng cơ quan lập pháp Florida đã cho phép giới hạn việc phá thai trong thời hạn sáu tuần, DeSantis đã chấp thuận và ký thành luật vào ngày 16 tháng 4.

### Kinh tế lạm phát
Sau khi Đại dịch COVID-19 có dấu hiệu suy giảm, nhưng những tác động kinh tế có khả năng sẽ ảnh hưởng đến năm 2024. Trong khoảng thời gian đó, giai đoạn lạm phát đã bắt đầu tăng vào năm 2021 do nhiều ảnh hưởng của sự kiện như đại dịch, khủng hoảng chuỗi cung ứng và cả ảnh hưởng kinh tế từ sự kiện Nga xâm lược Ukraina năm 2022. Những cuộc thăm dò ý kiến về cách xử lý cho nền kinh tế của Biden liên tục cho thấy nhiều kết quả tiêu cực kể từ cuối năm 2021. Các vị cử tri luôn khẳng định các vấn đề về kinh tế sẽ là vấn nạn hàng đầu cho cuộc bầu cử năm 2024.
Phụ nữ là đối tượng đặc biệt bị ảnh hưởng trong giai đoạn suy thoái kinh tế, đặc biệt là những người phải nghỉ việc để chăm sóc cho con cái. Nhiều biện pháp chăm sóc tạm thời cho trẻ em đã được mở rộng như là một phần của Kế hoạch Cứu hộ Hoa Kỳ, những biện pháp đó đã hỗ trợ đáng kể cho tình hình kinh tế của các bậc phụ huynh, nhưng sau khi cuộc bầu cử năm 2024 kết thúc, tất cả những biện pháp này sau cùng cũng sẽ hết hạn. Biden đã tuyên bố việc cung cấp các dịch vụ mầm non phổ cập sẽ là ưu tiên cho nhiệm kỳ thứ hai.

### Quy định giáo dục
Dưới thời ông Biden cầm quyền, một số đợt miễn nợ dành cho những khoản vay sinh viên đã được ban hành với số tiền cứu trợ lên đến 32 tỷ đô la. Số tiền đấy cũng được quyên góp cho những người đi vay có cơ sở giáo dục đã từng lầm lạc chính mình trong công việc bố trí chức vụ, cho những người đi vay bị tàn tật vĩnh viễn và cho những người đi vay đã từng đăng ký vào chương trình Miễn nợ Cho vay Dịch vụ Công cộng. Vào tháng 8 năm 2022, một kế hoạch khác đã được công bố với mục tiêu là để loại bỏ những khoản nợ vay cho sinh viên với số tiền khoảng 10,000 đô la cho những sinh viên đã tốt nghiệp và kiếm được dưới 125,000 đô la và cho những sinh viên đã kết hôn, kiếm được dưới 250,000 đô la. Những sinh viên chỉ kiếm được dưới 20,000 đô la thì sẽ bị miễn đối với những người vay Pell Grants, một chương trình cung cấp hỗ trợ dựa trên nhu cầu. Tuy nhiên vào tháng 6 năm 2023, kế hoạch này đã bị loại bỏ theo phán quyết của Tối cao Pháp viện trong vụ kiện của Biden với Nebraska. Theo phán quyết, Đạo luật HEROES mà chính quyền Biden đã dựa vào để thẩm quyền không cho phép được miễn nợ một cách rộng rãi.
Trong giai đoạn giáo dục tiểu học và trung học, một số tiểu bang đã ban hành những bộ luật hạn chế LGBT vào trong chương trình học, bộ luật phần lớn nói về những cải cách về chương trình giáo dục giới tính ở trường và loại bỏ những cuốn sách có liên quan đến chủ đề này ra khỏi thư viện của trường. Một đạo luật liên bang cũng có thể giải quyết những chủ đề tương tự là Đạo luật Ngăn chặn Tình dục hóa Trẻ em, được đề xuất bởi Mike Johnson vào năm 2022. Những người ủng hộ với bộ luật này cho rằng, những chủ đề liên quan đến giới tính và tình dục không phù hợp với môi trường học đường. Nhiều nhà phê bình bày tỏ mối lo ngại khi luật này có thể sẽ hạn chế quyền tự do ngôn luận và tạo nên phong trào chống LGBT trên toàn quốc.
Do một số ứng viên của đảng Cộng hòa coi hệ thống giáo dục là chìa khoá để đắc cử trong chiến dịch nên nhiều tiểu bang đã thêm một điều luật nhằm để loại bỏ chương trình CRT, một chương trình được giảng dạy nhằm để tập trung xem xét về các vấn đề về chủng tộc. Những người ủng hộ điều luật này cho rằng, nó có thể sẽ thúc đẩy mối quan hệ bình đẳng giữa các học sinh hay những cuộc trò chuyện về chủng tộc đáng lẽ không nên cho vào môi trường học đường. Còn những người chỉ trích lại cho rằng, nó chỉ được tạo ra để che giấu đi mặt khuất trong lịch sử nước Mỹ cũng như đóng vai trò chỉ là luật ký ức để viết lại lịch sử.

### Bầu cử trái phép
Trong cuộc bầu cử tổng thống năm 2020, Donald Trump vốn đã không chấp nhận thất bại trước Joe Biden và ông vẫn luôn viện dẫn những thông tin không xác thực về gian lận bầu cử. Các quan chức của Đảng Cộng hòa dưới chính quyền Trump và trong Quốc hội cũng đã ủng hộ các nỗ lực để lật ngược cuộc bầu cử. Nhiều chuyên gia an ninh đã cảnh báo rằng, các quan chức phủ luôn lấy tính hợp pháp của cuộc bầu cử năm 2020 và nó có thể cản trở cho quá trình bỏ phiếu hay phủ nhận kết quả bầu cử trong lần này.
Sau cuộc tấn công tại Điện Capitol, giám đốc của FBI, ông Christopher A. Wray khẳng định về các hành động khủng bố cực hữu đã từng di căn trên khắp đất nước trong một thời gian dài và ông lo ngại rằng, mối đe dọa này sẽ không sớm biến mất. Vào tháng 8 năm 2022, Ali Alexander, thủ lĩnh của nhiều cuộc biểu tình trước cuộc tấn công ngày 6 tháng 1, đã tuyên bố sẽ trở lại Điện Capitol vào năm 2025.
Nhiều cuộc thăm dò ý kiến đã chỉ ra rằng, đa số người Mỹ từ cả hai chính đảng đều tin về nền dân chủ đang gặp phải nhiều rủi ro tại đất nước này. Các cử tri thường trích dẫn nhiều nguồn đe dọa khác nhau nhằm để lật đổ nền dân chủ. Những người theo chủ nghĩa tự do thì lại tin về bên bảo thủ đang có âm mưu đe dọa đất nước bằng khuynh hướng chuyên quyền nhằm để lật đổ cuộc bầu cử năm 2020. Nhưng nhiều người bên phía bảo thủ lại tin về các đảng viên của Đảng Dân chủ đã gian lận trong nhiều cuộc bầu cử, và họ đang cố gắng để loại bỏ cựu tổng thống Trump một cách công bằng và cần thiết bằng phương pháp luận tội hay truy tố. Những vị cử tri của cả hai chính đảng đều hiểu rõ về tầm ảnh hưởng của đồng tiền trong chính trị nên khả năng xảy ra bạo lực và tình trạng tham nhũng của các quan chức nhà nước sẽ là một trong nhiều yếu tố làm suy giảm cho nền dân chủ Mỹ.

### Bạo lực súng đạn
Trong một cuộc hội nghị của Hiệp hội Súng trường Quốc gia tại Indianapolis vào ngày 14 tháng 4 năm 2023. Cựu tổng thống Donald Trump cùng với các ứng viên của Đảng Cộng hòa đã bày tỏ sự ủng hộ đối với quyền lợi sử dụng súng. Tuy nhiên, sau hàng loạt các vụ xả súng gần đây ở Nashville và Louisville, các quan chức của đảng Dân chủ đã chỉ trích sự chấp thuận của các ứng viên GOP trước NRA, họ lo ngại rằng, súng sẽ trở thành một vấn đề không nhỏ trong suốt cuộc bầu cử 2024.
Tổng thống Joe Biden đã yêu cầu Quốc hội ban lệnh cấm vũ khí tấn công sau vụ xả súng trường học tại Nashville.
Vào ngày 13 tháng 7 năm 2024, cựu tổng thống Donald Trump đã bị bắn tại một cuộc vận động ở Butler, Pennsylvania, được thực hiện bởi Thomas Matthew Crooks, 20 tuổi. Nguyên nhân của vụ xả súng cũng một phần do bạo lực súng đạn ở Hoa Kỳ.

### Chính sách đối ngoại
Trong thời gian Nga xâm lược Ukraina, Hoa Kỳ đã cung cấp rất nhiều viện trợ nhân đạo và quân sự cho Ukraina. Nhiều chính trị gia từ đảng Dân chủ và đảng Cộng hòa đã bày tỏ ủng hộ kế hoạch này, cho rằng Hoa Kỳ phải có vai trò quan trọng trong việc bảo vệ nền dân chủ và chống lại sự xâm lược của Nga. Tuy nhiên, một số ứng cử viên như Ron DeSantis và Donald Trump lại cho rằng, việc viện trợ cho Ukraina và ngăn chặn sự can thiệp của Nga không thể là một lợi ích đáng kể đối với Hoa Kỳ, họ khuyên kế hoạch này nên bị hạn chế nhiều hơn. Vivek Ramaswamy ủng hộ việc chấm dứt viện trợ quân sự của Mỹ cho Ukraina và sẽ chấp nhận các vùng lãnh thổ bị Nga sáp nhập.
Vào đầu tháng 2 năm 2023, một chiếc khinh khí cầu tầm cao do Trung Quốc vận hành được phát hiện đang bay qua không phận của Hoa Kỳ, nó đã bị bắn hạ ngay lập tức sau vài ngày quan sát. Toàn bộ những hạ nghị sĩ sau đó đã bỏ phiếu theo nghị quyết nhằm lên án Trung Quốc sau vụ việc. Có tổng cộng 34 trên 50 tiểu bang đã ban hành lệnh cấm sử dụng TikTok trên các thiết bị di động của chính phủ hay nhà nước, đa số điều luật do các chính trị gia của Đảng Cộng hòa ban hành. Nhiều quan chức dân cử bày tỏ mối lo ngại về khả năng Trung Quốc sẽ xâm lược Đài Loan trong tương lai gần và cho rằng, Hoa Kỳ nên tiếp tục thể hiện sức mạnh quân sự và sự tự lực. Những quan chức khác lại lập luận nên giảm ngân sách quân sự và phải tôn trọng chính sách Một Trung Quốc bằng cách giảm sự căng thẳng và hành vi gây hấn có thể xảy ra giữa Hoa Kỳ với Trung Quốc.

### Quyền LGBT
Trong những năm gần đây, các chính trị gia trong các cơ quan lập pháp từ phía bảo thủ đã đưa ra một số lượng lớn các dự luật nhằm hạn chế quyền lợi với những người LGBT, đặc biệt là người chuyển giới. Các dự luật này có bao gồm nhiều biện pháp như hạn chế sử dụng phòng tắm, cấm chăm sóc phân định giới tính (đặc biệt là trẻ vị thành niên), ủng hộ các chương trình chống LGBT, phụ nữ chuyển giới nên hạn chế tham gia các môn thể thao nữ, ban hành lệnh cấm đối với cải trang giới tính, và lệnh cấm sách có liên quan đến LGBT. Một số điều trong số bộ đã bị hủy bỏ tại tòa án, các chính trị gia bảo thủ sau đó đã từ bỏ lập trường và cho rằng hành động đó thể hiện sự vi phạm của chính phủ. Họ đã truyền bá những thuyết âm mưu của LGBT và kêu gọi tẩy chay các công ty có ủng hộ với niềm tự hào LGBT.
Trong một thông điệp tranh cử vào tháng 2 năm 2023, Donald Trump đã tuyên bố nếu ông tái đắc cử, ông sẽ ban hành một bộ luật liên bang mà chỉ có hai giới tính được công nhận, ông còn khẳng định chuyển giới chỉ là một khái niệm do "phái tả cấp tiến" tạo nên và ông dự định sẽ ban hành thêm hàng chục chính sách nhắm vào người chuyển giới. Ron DeSantis đã ký vào một số bộ luật chống LGBT với tư cách là Thống đốc tiểu bang Florida, quyết định của ông sau đó đã gây ra tranh cãi khi ông ủng hộ các phong trào "Nói Không với đồng tính". Vài ngày trước khi tuyên bố tranh cử tổng thống, DeSantis đã ký một loạt các dự luật bao gồm cả luật cấm chăm sóc sức khỏe theo giới tính và phẫu thuật chuyển giới cho trẻ vị thành niên và giới hạn sử dụng các đại từ nhân xưng về giới tính trong các trường công lập.

### Phỏng đoán
| Trang xuất bản        | Ngày xuất bản       | Dự báo                     |
| --------------------- | ------------------- | -------------------------- |
| Inside Elections      | 26 tháng 4 năm 2023 | D: 247, R: 235, Tossup: 56 |
| Sabato's Crystal Ball | 29 tháng 6 năm 2023 | D: 260, R: 235, Tossup: 43 |
| Cook Political Report | 27 tháng 7 năm 2023 | D: 247, R: 235, Tossup: 56 |

## Ứng cử viên

### Đảng Dân chủ
Vào ngày 25 tháng 4 năm 2023, Tổng thống Joe Biden cùng với Phó Tổng thống Kamala Harris đã chính thức tuyên bố tái tranh cử cho cuộc bầu cử năm 2024. Vào cuối năm 2021, vì Biden bị cho là xếp hạng tín nhiệm thấp khiến cho nhiều người dự đoán rằng ông sẽ không tái tranh cử, một vài đảng viên nổi tiếng từ Đảng Dân chủ đã công khai tuyên bố Biden sẽ không tái tranh cử. Một số người đã khuyên ông không nên tái tranh cử bởi vì họ lo ngại về tuổi tác của ông khi ông là tổng thống lớn tuổi nhất đảm nhận chức vụ này ở tuổi 78 và vào cuối nhiệm kỳ đầu tiên thì ông sẽ lên 82 tuổi. Nếu tái đắc cử một lần nữa thì số tuổi của ông sẽ tăng lên đến 86 tuổi vào cuối nhiệm kỳ thứ hai. Trong một cuộc thăm dò của NBC, gần 70% số người Mỹ tin rằng Biden sẽ không tái đắc cử tổng thống. Trong số đó, gần 50% chọn là do độ tuổi của ông. Một cuộc thăm dò toàn quốc của FiveThirtyEight, tỷ lệ tán thành hiện tại của Biden chỉ là 41% trong khi 55% người Mỹ không tán thành cho Biden lên làm tổng thống. Nhưng Biden cũng có thể sẽ phải đối mặt với thách thức chính từ một thành viên thuộc phe cấp tiến trong Đảng Dân chủ. Trong cuộc bầu cử giữa nhiệm kỳ năm 2022, Đảng Dân chủ đã vượt xa độ kỳ vọng khiến nhiều người tin về Biden sẽ có nhiều cơ hội hơn để ra tranh cử và giành được đề cử của đảng.
Cho đến nay, đối thủ đáng gờm nhất của Biden chính là Robert F. Kennedy Jr.. Ông là một nhà luật sư môi trường, người sáng lập của nhiều tổ chức liên minh đồng thời là một nhà hoạt động phòng chống vắc-xin và cũng là người phản đối kiểm duyệt quyền tự do ngôn luận của chính phủ và tư nhân. Kể từ tháng 7 năm 2023, lượt ủng hộ của Kennedy vẫn tiếp tục duy trì ở mức từ 10 đến 15% trong các cuộc thăm dò trung bình của RealClear Politics. Mặc dù Kennedy là một đảng viên Dân chủ suốt đời nhưng tỷ lệ chấp thuận của ông trong Đảng Dân chủ lại thấp hơn đáng kể so với Đảng Cộng hòa. Trong một cuộc thăm dò của The New York Times kết hợp với trường cao đẳng Sienna, Kennedy có tỷ lệ không chấp thuận là 31% trong Đảng Dân chủ trong khi ông có tỷ lệ chấp thuận là 36% trong Đảng Cộng hòa. Ông Kennedy Jr rút lui chiến dịch sơ bộ vào ngày 9 tháng 10 năm 2023, chuyển sang không đảng phái.
Biden trở thành ứng cử viên dự kiến của đảng Dân Chủ vào ngày 12 tháng 5 năm 2024. Ngày 21 tháng 7 năm 2024, ông Biden rút lui khỏi chiến dịch tổng thống, ủng hộ Phó Tổng Thống bà Kamala Harris.

#### Người được đề cử
| Liên danh Đảng Dân Chủ 2024             | Liên danh Đảng Dân Chủ 2024    |
| Kamala Harris                           | Tim Walz                       |
| --------------------------------------- | ------------------------------ |
| cho Tổng thống                          | cho Phó Tổng thống             |
|                                         |                                |
| Phó Tổng thống Hoa Kỳ thứ 49 (2021–nay) | Thống đốc Minnesota (2019–nay) |
| Vận động tranh cử                       |                                |
|                                         |                                |

#### Các ứng cử viên khác
| Các ứng cử viên trong phần này được liệt kê theo thứ tự ngày rút lui     | |                                                                                 |                                                                                |                                                                                                |
| Marianne Williamson                                                      | Joe Biden | Jason Palmer                                                                    | Dean Phillips                                                                  | Robert F. Kennedy Jr.                                                                          |
|                                                                          | |                                                                                 |                                                                                |                                                                                                |
| Tác giả Nhà sáng lập Dự án Angel Food Ứng viên Tổng thống trong năm 2020 | Tổng thống Hoa Kỳ (2021–hiện tại) Phó Tổng thống Hoa Kỳ (2009–2017) Thượng nghị sĩ Hoa Kỳ từ Delaware (1973–2009) | Nhà đầu tư mạo hiểm                                                             | Dân Biểu Hạ Viện (2019–hiện tại)                                               | Luật sư môi trường Nhà sáng lập tổ chức Bảo vệ Sức khỏe Trẻ em Nhà sáng lập Liên Minh Giữ Nước |
|                                                                          | |                                                                                 |                                                                                |                                                                                                |
| Rút lui: 7 tháng 2 năm 2024 465,863 phiếu                                | Rút lui: 21 tháng 7 năm 2024 (Ủng hộ Harris) 14,465,519 phiếu                                                     | Rút lui: 29 tháng 7 năm 2024 (Ủng hộ Biden, sau đó ủng hộ Harris) '20,975 phiếu | Rút lui: 6 tháng 3 năm 2024 (Ủng hộ Biden, sau đó ủng hộ Harris) 529,486 phiếu | Rút lui: 9 tháng 10 năm 2023 (Chuyển sang qua Đảng Độc lập, sau đó ủng hộ Trump)               |
| [ 119 ] [ 120 ]                                                          | [ 121 ] |                                                                                 | [ 122 ] [ 123 ] [ 124 ]                                                        | [ 125 ]                                                                                        |

### Đảng Cộng hòa
Trong cuộc bầu cử năm 2020, tổng thống đương nhiệm lúc bấy giờ là ông Donald Trump đã bị Biden đánh bại khiến ông sẽ phải tái tranh cử vào năm 2024. Điều này đã khiến ông trở thành cựu tổng thống thứ năm tranh cử nhiệm kỳ thứ hai không liên tiếp, nếu ông đắc cử thì ông sẽ trở thành vị tổng thống thứ hai có hai nhiệm kỳ không liên tiếp chỉ đứng sau Grover Cleveland. Vào ngày 15 tháng 11 năm 2022, ông đã nộp đơn ứng cử lên Ủy ban Bầu cử Liên bang, đồng thời ông cũng công bố về chiến dịch tái tranh cử của mình trong một bài phát biểu tại Mar-a-Lago. Sau khi công bố chiến dịch, ông được coi là người đầu tiên của Đảng Cộng hòa làm ứng viên tổng thống. Ông cũng mạnh dạn tuyên bố nếu ông tái tranh cử và giành được ngôi vị tổng thống của Đảng Cộng hòa thì cựu phó tổng thống Mike Pence sẽ không còn là người bạn tranh cử của ông nữa.
Đến cuối tháng 3 năm 2023, Trump đã bị Tòa án tối cao New York truy tố vì nghi có liên quan đến những khoản tiền bịt miệng cho nữ diễn viên phim người lớn Stormy Daniels. Vào giữa tháng 6, Trump một lần nữa đã bị Tòa án S.D. Fl. truy tố về việc ông xử lý các tài liệu được phân loại có chứa những thông tin nhạy cảm đối với an ninh quốc gia. Tuy nhiên, Trump đã từ chối nhận tội đối với toàn bộ cáo buộc trong những cáo trạng này.
Thống đốc Florida Ron DeSantis được coi sẽ chính là mối lo ngại lớn đối với ông Trump trong Đảng Cộng hòa khi ông có nhiều phiếu ủng hộ hơn và có quá trình vận động tranh cử nhiều hơn ông Trump. Vào ngày 24 tháng 5 năm 2023, trong một cuộc đàm luận trực tuyến với giám đốc điều hành Twitter là ông Elon Musk, DeSantis đã công bố thông tin ứng cử của mình trên Twitter và kèm thêm một lời hứa sẽ dẫn dắt cho nước Mỹ vĩ đại trở lại. Chiến dịch tranh cử của ông sau đó đã huy động được hơn 1 triệu đô la chỉ trong vài giờ đầu tiên. Phát biểu trên chương trình Fox & Friends, ông tuyên bố sẽ "tiêu diệt chủ nghĩa cánh tả" tại Hoa Kỳ. Vào tháng 6 năm 2023, trong cuộc bỏ phiếu toàn quốc của trang FiveThirtyEight đã tiết lộ số điểm trung bình từ các cuộc bầu cử sơ bộ của Đảng Cộng hòa cho thấy Trump đang dẫn trước DeSantis 33 điểm với tỷ lệ là 54% với 21% rồi đến 39 điểm với tỷ lệ là 52% với 15%.
Ngày 28 tháng 10 năm 2023 (giờ địa phương), cựu Phó Tổng thống Mỹ Mike Pence bất ngờ tuyên bố dừng chiến dịch tranh cử tổng thống của mình khi chiến dịch tranh cử của ông gặp nhiều khó khăn về tài chính.
Vào ngày 15 tháng 7 năm 2024 theo giờ địa phương, Trump công bố chính thức rằng ông sẽ chọn thượng nghị sĩ J. D. Vance làm phó tổng thống.

#### Người được đề cử
| Liên danh Đảng Cộng hòa 2024             | Liên danh Đảng Cộng hòa 2024                  |
| Donald Trump                             | J. D. Vance                                   |
| ---------------------------------------- | --------------------------------------------- |
| cho Tổng thống                           | cho Phó Tổng thống                            |
|                                          |                                               |
| Cựu Tổng thống Hoa Kỳ thứ 45 (2017–2021) | Thượng nghị sĩ Hoa Kỳ từ Ohio (2023–hiện tại) |
| Vận động tranh cử                        |                                               |
|                                          |                                               |

#### Các ứng cử viên khác
| Các ứng cử viên trong phần này được liệt kê theo thứ tự ngày rút lui                                                             | | |                                                                    | |                                                                                |
| Nikki Haley | Ron DeSantis                                                                                           | Asa Hutchinson | Vivek Ramaswamy                                                    | Chris Christie | Doug Burgum                                                                    |
| | | |                                                                    | |                                                                                |
| Đại sứ Liên hợp quốc (2017–2018) Thống đốc South Carolina (2011–2017) Dân biểu South Carolina (2005–2011)                        | Thống đốc Florida (2019–hiện tại) Dân biểu Hoa Kỳ từ FL-06 (2013–2018)                                 | Thống đốc Arkansas (2015–2023) Thứ trưởng Bộ An ninh Nội địa (2003–2005) Giám đốc Lực lượng Chống ma túy (2001–2003) | Giám đốc điều hành Strive Asset Management (2022–hiện tại)         | Thống đốc New Jersey (2010–2018) Luật sư Hoa Kỳ cho Quận New Jersey (2002–2008) Ứng viên Tổng thống trong năm 2016 | Thống đốc North Dakota (2016–hiện tại)                                         |
| | | |                                                                    | |                                                                                |
| Rút lui: 6 tháng 3 năm 2024 (ủng hộ Trump) 21.085 phiếu 8 đại biểu                                                               | Rút lui: 21 tháng 1 năm 2024 (ủng hộ Trump) 23.420 phiếu 9 đại biểu                                    | Rút lui: 16 tháng 1 năm 2024 (ủng hộ Haley) 191 phiếu                                                                | Rút lui: 15 tháng 1 năm 2024 (ủng hộ Trump) 8.449 phiếu 3 đại biểu | Rút lui: 10 tháng 1 năm 2024 35 phiếu                                                                              | Rút lui: 4 tháng 12 năm 2023 (ủng hộ Trump)                                    |
| [ 143 ] [ 144 ] | [ 145 ] [ 146 ]                                                                                        | [ 147 ] [ 148 ] | [ 149 ] [ 150 ]                                                    | [ 151 ] [ 152 ] | [ 153 ] [ 154 ]                                                                |
| Tim Scott | Mike Pence                                                                                             | Larry Elder | Perry Johnson                                                      | Will Hurd | Francis X. Suarez                                                              |
| | | |                                                                    | |                                                                                |
| Thượng nghị sĩ Hoa Kỳ từ South Carolina (2013–hiện tại) Dân biểu Hoa Kỳ từ SC-01 (2011–2013) Dân biểu South Carolina (2009–2011) | Phó Tổng thống Hoa Kỳ (2017–2021) Thống đốc Indiana (2013–2017) Dân biểu Hoa Kỳ từ Indiana (2001–2013) | Dẫn chương trình The Larry Elder Show (1993–2022) Ứng viên Thống đốc California trong năm 2021                       | Doanh nhân Ứng viên Thống đốc Michigan trong năm 2022              | Dân biểu Hoa Kỳ từ TX-23 (2015–2021)                                                                               | Thị trưởng Miami (2017–hiện tại) Thành viên Ủy ban Thành phố Miami (2009–2017) |
| | | |                                                                    | |                                                                                |
| Rút lui: 12 tháng 11 năm 2023 (ủng hộ Trump)                                                                                     | Rút lui: 28 tháng 10 năm 2023                                                                          | Rút lui: 26 tháng 10 năm 2023 (ủng hộ Trump)                                                                         | Rút lui: 20 tháng 10 năm 2023 (ủng hộ Trump)                       | Rút lui: 9 tháng 10 năm 2023 (ủng hộ Haley)                                                                        | Rút lui: 29 tháng 8 năm 2023 (ủng hộ Trump)                                    |
| [ 155 ] [ 156 ] | [ 157 ] [ 158 ]                                                                                        | [ 159 ] [ 160 ] | [ 161 ] [ 162 ]                                                    | [ 163 ] [ 164 ] | [ 165 ] [ 166 ]                                                                |

| Tên ứng viên | Tên ứng viên | Ngày sinh                                        | Chức vụ                                                                                               | Thường trú | Chiến dịch Ngày công bố                                         | Nguồn   | Tình Trạng                             |
| ------------ | ------------ | ------------------------------------------------ | --- | ---------- | --------------------------------------------------------------- | ------- | -------------------------------------- |
| Donald Trump |              | 14 tháng 6 năm 1946 (79 tuổi) Queens, New York   | Tổng thống Hoa Kỳ (2017–2021) Chủ tịch tập đoàn The Trump Organization (1971–2017)                    | Florida    | Chiến dịch 15 tháng 11 năm 2022 Xếp bởi Ủy ban Bầu cử Liên bang | [ 169 ] | Đề cử: 15 tháng 7 năm 2024             |
| Ryan Binkley |              | 19 tháng 11 năm 1967 (57 tuổi) Columbus, Georgia | Người sáng lập Quỹ Thế hệ Công chính (2006–hiện tại) Đồng sáng lập và Mục sư trưởng của Create Church | Texas      | Chiến dịch 23 tháng 4 năm 2023 Xếp bởi Ủy ban Bầu cử Liên bang  | [ 171 ] | Rút lui: 27 tháng 2 2024(ủng hộ Trump) |

## Ứng viên khác

### Đảng Dân chủ
- Joe Exotic − Doanh nhân và là tội phạm bị kết án. Từng là ứng cử viên độc lập cho Tổng thống vào năm 2016.[173]

### Đảng Cộng hòa
- John Anthony Castro − Cố vấn thuế và là ứng cử viên trường kỳ.[174]

- Perry Johnson − Doanh nhân, từng là ứng viên không đủ điều kiện tham gia bầu cử thống đốc Michigan 2022.[175]

- Steve Laffey − Thị trưởng thành phố Cranston từ năm 2003 đến 2007.[176]

- Corey Stapleton − Ngoại trưởng Montana từ năm 2017 đến 2021 và từng là thành viên của Thượng viện Montana trong quận 27 từ năm 2001 đến 2009.[177]

### Đảng Tự do
- Chase Oliver − Ứng viên của Thượng viện Hoa Kỳ tại Georgia năm 2022.[178]

- Michael Rectenwald − Tác giả và là cựu giáo sư nghiên cứu tự do tại Đại học New York.[179]

### Đảng Xanh
- Emanuel Pastreich, chủ tịch của Viện Châu Á.[180]

### Đảng đoàn kết Hoa Kỳ
- Peter Sonski − Người giữ văn phòng công cộng Connecticut và giám đốc của Bảo tàng Hiệp sĩ Columbus.

#### Đảng Xã hội Chủ nghĩa và Giải phóng
- Claudia de la Cruz − Nhà hoạt động chính trị.[181]

### Độc lập
Robert F. Kennedy Jr. − Luật sư môi trường, Nhà sáng lập tổ chức Bảo vệ Sức khỏe Trẻ em và Nhà sáng lập Liên Minh Giữ Nước (Chuyển sang từ Đảng Dân chủ
- Joseph Foreman − Rapper.[182]

- Taylor Marshall − Tác giả và podcaster.[183][184]

- Cornel West − Nhà triết gia và trí thức đại chúng (chiến dịch).[185] (Chuyển sang từ Đảng Xanh)

- Kanye West − Rapper, từng là ứng viên trong năm 2020 (chiến dịch).[186]